# 高刺龍屬
高刺龍屬（學名：Hypselospinus）是鳥腳亚目禽龍類恐龍的一屬，屬於禽龍類內部的硬棘龍類（Styracosterna）演化支，生存於白堊紀早期的英格蘭。

## 發現與命名
正模標本（編號BMNH R1635）包含：牙齒、左腸骨、薦骨、尾椎。化石發現於英格蘭東薩塞克斯郡的瓦德赫斯特黏土組（Wadhurst Clay Formation）地層，地質年代約1億4000萬年前，相當於白堊紀早期的凡藍今階早期。
在1889年，理查德·萊德克（Richard Lydekker）將這些化石命名為禽龍的一種，菲頓禽龍（I. fittoni），種名是以英國地質學家William Henry Fitton為名。
在2010年，大衛·諾曼（David B. Norman）將菲頓禽龍建立為獨立屬，高刺龍（Hypselospinus）。屬名意為「高的刺」，意指背部的高神經棘。同年稍晚，肯尼思·卡彭特（Kenneth Carpenter）等人將同一批化石進行敘述、命名，建立為獨立屬，沃德赫斯特龍（Wadhurstia）。屬名是以化石發現處的瓦德赫斯特為名。沃德赫斯特龍目前被視為是高刺龍的次客觀同物異名。
根據大衛·諾曼在2004年的科普書籍，在西班牙發現的三個部分書籍，可屬於菲頓禽龍。其他研究人員發現，這些西班牙化石跟高刺龍無關。

## 體徵
重骨龍（Barilium）也是種禽龍類，過去也被歸類於禽龍的一個種，與高刺龍生存於相同時代的同一環境。高刺龍是種較輕型的禽龍類，身長估計約6公尺。
高刺龍、重骨龍的差異在於體型、脊椎、骨盆的特徵與大小。重骨龍的體型比高刺龍還粗壯，脊椎大、類似彎龍，神經棘短；而高刺龍的神經棘長而狹窄。